# Faramir

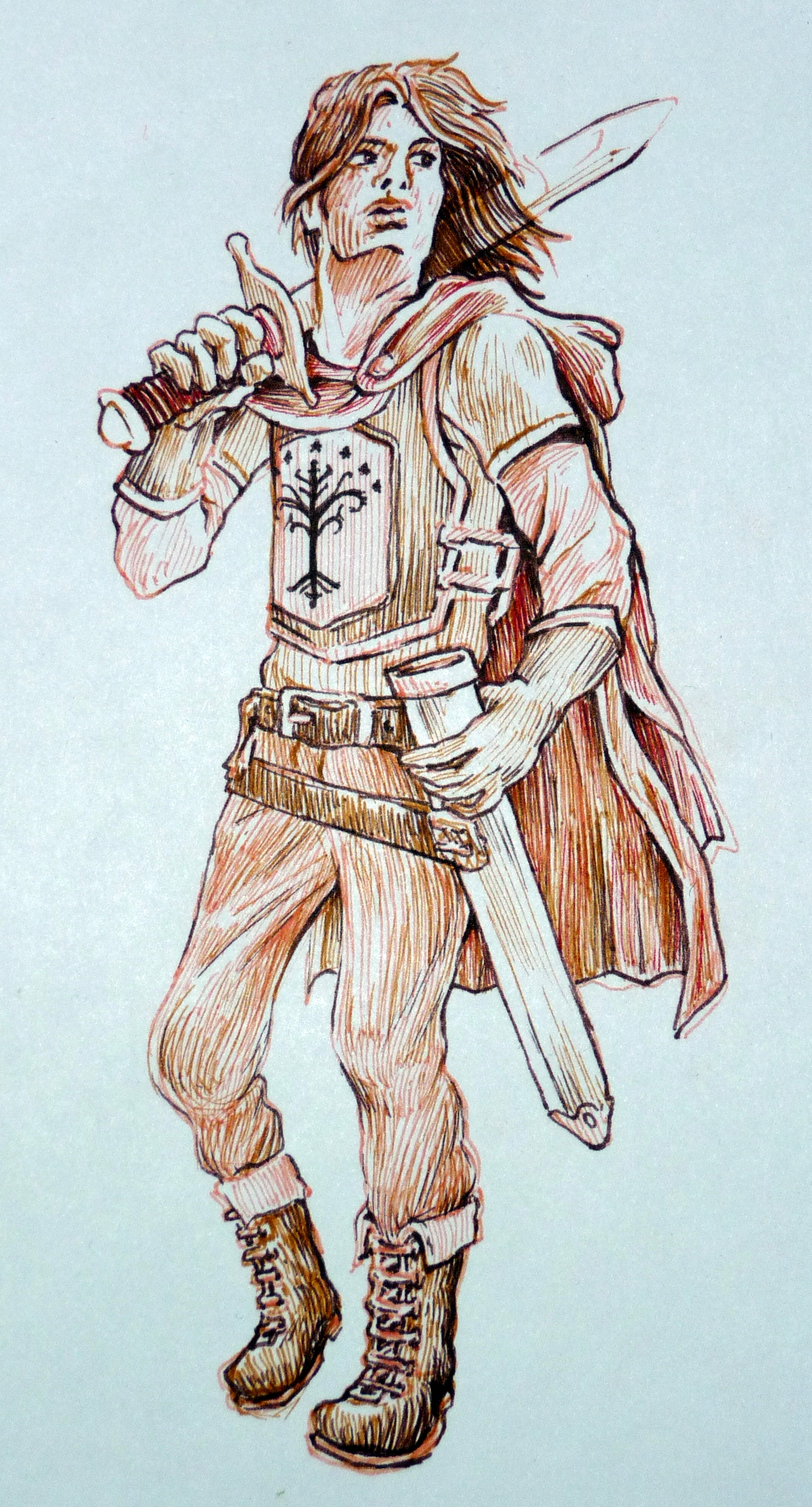
Faramir

Faramir (2983 Třetího věku – 82 Čtvrtého věku) je fiktivní postava z J. R. R. Tolkienovy Středozemě. Poprvé byl zmiňován v knize Společenstvo prstenu a poté vystupoval ve Dvou věžích a Návratu krále. Po zničení Jednoho prstenu se stal gondorským správcem.
Ve filmovém zpracování trilogie Pán prstenů jej hraje herec David Wenham.
Podle Faramira se jmenuje syn Pipina (Peregrine Bral) Faramir I.

## Život
Faramir byl druhý syn gondorského správce Denethora II. a jeho manželky Finduilas, dcery Adrahila z Dol Amrothu, která dvanáct let po jeho narození zemřela. Faramir se narodil ve stejný rok jako Samvěd Křepelka (rok 2983 třetího věku). Měl o pět let staršího bratra Boromira, jehož Denethor nadevše miloval. Faramir se mu podobal jen vzhledem. Vyznal se v lidech a vystupoval mírně, miloval učenost a hudbu. Některým lidem se zdálo, že má méně odvahy než jeho bratr, ale nebyla to pravda. Jen nevyhledával slávu a nebezpečí bez účelu. Vítal Gandalfa, kdykoli přišel, a z jeho moudrosti se učil. Oba bratři se však měli velice rádi už od dětství. Nesoupeřili spolu o otcovu přízeň ani o nic jiného. Faramirovi se zdálo nemožné, že by někdo mohl porazit Boromira, Denethorova nástupce. Zkouška Prstenu ale ukázala jinak. Boromir Prstenu podlehl, kdežto Faramir ve zkoušce obstál, odolal a nechal své zajatce, Froda a Sama odejít.
V jeho otci postupně vzrůstal vůči Faramirovi hněv - litoval smrti Boromira, jehož považoval za věrnějšího Gondoru. Protože cítil hořkost, poslal Faramira na téměř sebevražednou misi na obranu Osgiliathu. Útok mordorských vojáků vedených Prstenovými přízraky přežil Faramir jako jediný ze svého vojska a vrátil se polomrtvý do Minas Tirith.
Při obléhání Minas Tirith mordorskými o několik dní později Denethor zešílel a rozhodl upálit sebe i svého syna, jehož považoval za smrtelně raněného. Tomu na poslední chvíli zabránili Pipin, Gandalf a gondorský voják Beregond. Denethor však podlehl svému šílenství a upálil alespoň sebe. Před smrtí si však uvědomil, že svého syna miluje, přestože mu to nikdy nedával příliš najevo.
Faramir byl převezen do Domu uzdravování, kde jej z jeho zranění vyléčil Aragorn, v němž Faramir poznal a přijal pravého krále Gondoru. Po bitvě se tu také setkal s Éowyn, neteří krále Rohanu, se kterou se po korunovaci Aragorna oženil a zplodil s ní pět dětí. Za jeho zásluhy mu byl ponechán titul správce a získal knížectví Ithilien. Zbytek života prožil v kopcích Emyn Arnen. Dožil se 120 let.
P.S. Tento článek popisuje klíčové události podle filmu, nikoliv podle knihy.